# Theo Jörgensmann
Theo Jörgensmann (29 de setembro de 1948, Bottrop) é um clarinetista de jazz e compositor alemão.

## Biografia
Theo Jörgensmann é um dos mais importantes clarinetistas contemporâneos do Free Jazz. Toca habitualmente com diversos artistas de diferentes concepções musicais. Por exemplo tocou com o John Carter, Perry Robinson, Barre Phillips, Kenny Wheeler, Kent Carter, Vincenz Chancey, Lee Konitz e outros. 
Desde 2008 Theo Jörgensmann toca com Albrecht Maurer e Peter Jacquemyn em Trio Hot, e desde 2009 ele joga com Etienne Rolin e Ernst Deuker no franco-alemão Tribal Clarinet Trio

## Discografia
- Axiomatic 473’ Exploration, with Alessandro Ciccarelli and Lorenzo Santoro (Plus Timbre, 2024)
- Clarinet Summit, Clarinet Summit, with Perry Robinson, Gianluigi Trovesi, Bernd Konrad, Annette Maye, Sebastian Gramss, Albrecht Maurer und Günter Sommer (2017)
- 2015 Loud enough to rock the Kraut Contact 4tett
- 2014 Bucksch Theo Jörgensmann
- 2011 Melencolia Theo Jörgensmann, Albrecht Maurer Duo
- 2011 The story of professor Unrat Bernd Köppen, Theo Jörgensmann Duo
- 2011 in concert Theo Jörgensmann, Karoly Binder Duo (recorded 1990)
- 2010 Summer Works 2009 "Rivière Composers Pool"; Kent Carter, Albrecht Maurer, Etienne Rolin (Emanem Records)
- 2008 Jink "Trio Hot" Theo Jörgensmann, Albrecht Maurer, Peter Jacquemyn
- 2005 Directions Trio Oleś Jörgensmann Oleś: Marcin Oleś, Bartŀomiej Oleś
- 2005 Fellowship Theo Jörgensmann : Charlie Mariano, Petras Vysniauskas, Karl Berger, Kent Carter, Klaus Kugel.
- 2003 miniatures Trio Oleś Jörgensmann Oleś
- 2002 Hybrid Identity Theo Jörgensmann Quartet
- 2001 Pagine Gialle Theo Jörgensmann, Eckard Koltermann
- 2000 Snijbloemen Theo Jörgensmann Quartet
- 1999 ta eko mo Theo Jörgensmann Quartet
- 1998 European Echoes Theo Jörgensmann, Albrecht Maurer : Barre Phillips, Bobo Stenson, Kent Carter
- 1994 Swiss Radio Days Volume Three Theo Jörgensmann, John Fischer Duo
- 1993 aesthetic direction Theo Jörgensmann Werkschau Ensemble
- 1992 Materialized Perception Theo Jörgensmann Eckard Koltermann Perry Robinson Trio
- 1987 Zeitverdichtung solo Theo Jörgensmann
- 1980 You better fly away Clarinet Summit : John Carter, Perry Robinson, Gianluigi Trovesi, Didier Lockwood, Aldo Romano.
- 1976 in time Theo Jörgensmann Quartet + Perry Robinson

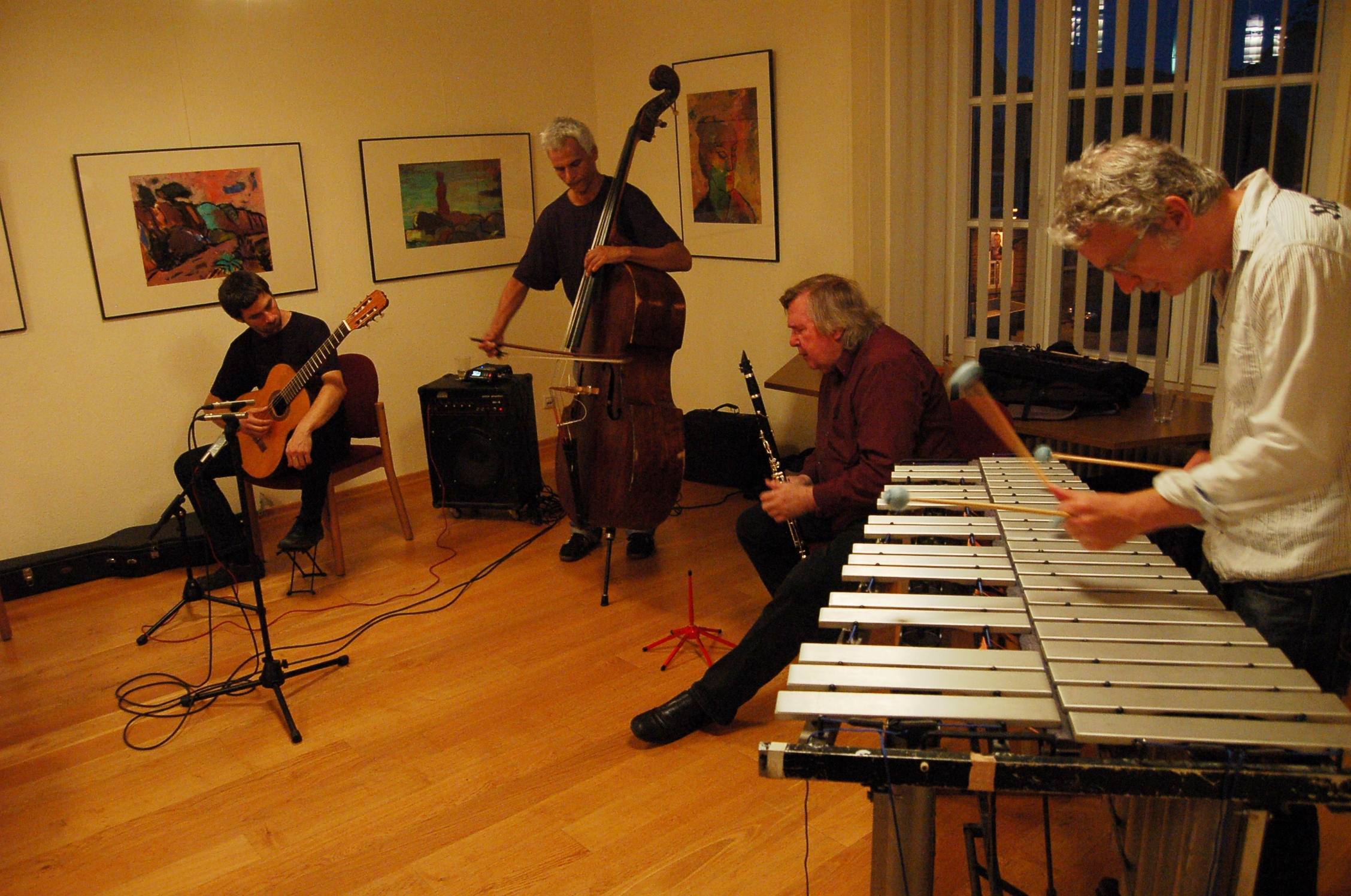
Theo Jörgensmann Freedom Trio com Christopher Dell; 2011

## Filmografia
- Theo Jörgensmann Bottrop Klarinette Menschen aus dem Ruhrgebiet ( Pessoas de região do Ruhr) 1987
- Wagner Bilder mit den Bochumer Symphonikern, Christoph Schlingensief 2001/2002